# Lobobunaea
Lobobunaea is een geslacht van vlinders van de familie nachtpauwogen (Saturniidae), uit de onderfamilie Saturniinae.

## Soorten
- L. acetes (Westwood, 1849)
- L. acuta Bouyer, 2012
- L. angasana (Westwood, 1849)
- L. ansorgei (Rothschild, 1899)
- L. basquini Rougeot, 1972
- L. batesi Bouvier, 1930
- L. cadioui Bouyer, 2004
- L. christyi Sharpe, 1899
- L. dallastai Bouyer, 1984
- L. dargei Lemaire, 1971
- L. desfontainei Darge, 1998
- L. doogii Bouyer, 2012
- L. elegans Bouvier, 1928
- L. equatorialis Bouyer, 2012
- L. erythrotes (Karsch, 1893)
- L. falcatissima Rougeot, 1962
- L. goodii (Holland, 1893)
- L. jamesoni Druce, 1890
- L. jeanneli Rougeot, 1959
- L. jokineni Bouyer, 2012
- L. klemettii Bouyer, 2012
- L. kuehnei Naumann, 2008
- L. lemairei Bouyer, 2012
- L. leopoldi (Bouvier, 1930)
- L. melanoneura (Rothschild, 1907)
- L. melichari Bouyer, 2012
- L. mitfordi Kirby, 1892
- L. niepelti Strand, 1914
- L. phaeax Jordan, 1910
- L. phaedusa (Drury, 1780)
- L. reginae Bouvier, 1930
- L. rosea (Sonthonnax, 1901)
- L. sangha Darge, 2002
- L. saturnus (Fabricius, 1793)
- L. sorangei Bouyer, 2012
- L. tanganicae (Sonthonnax, 1901)
- L. tanganyikae (Sonthonnax, 1899)
- L. turlini Lemaire, 1977
- L. vandenberghei Dall'Asta, 1982
- L. vingerhoedti Bouyer, 2004